# Leónidas I

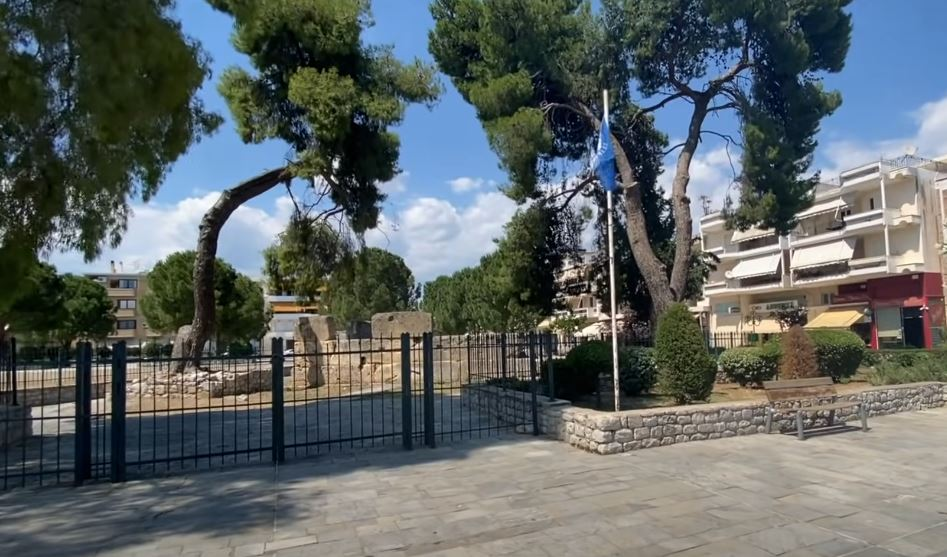
Leónidas I, mausoleo (2021)

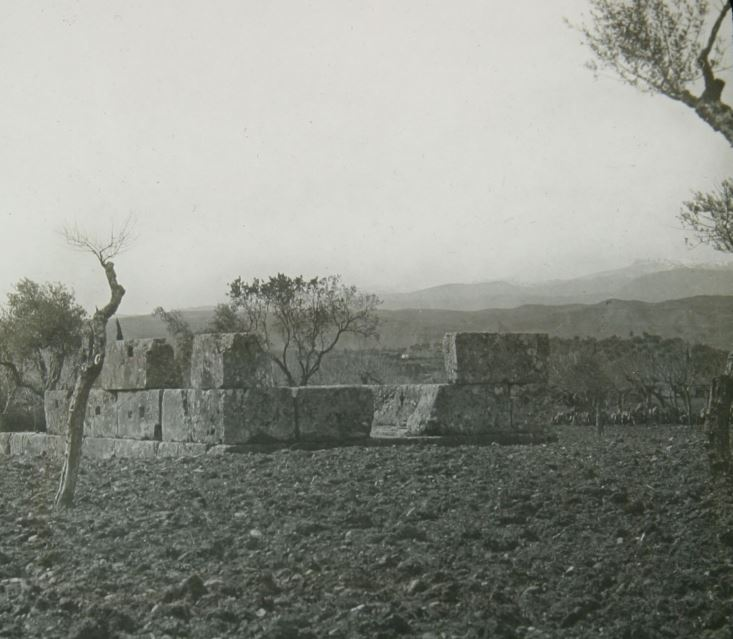
Mausoleo Leónidas I. (1971)

Leónidas I (en griego: Λεωνίδας, Leōnidas, 'hijo de león'; Esparta, c. 540 a. C.-Termópilas, 11 de agosto de 480 a. C.) fue el 17.º rey de Esparta. Murió en el 480 a. C., durante la segunda guerra médica, en la defensa de las Termópilas, contra el ejército persa de Jerjes I.

## Biografía
Leónidas, militar y rey de Esparta, fue el cuarto hijo del rey Agíada Anaxándridas II. Nació alrededor del año 540 a. C. en la ciudad homónima. Sucedió en el trono, probablemente en 485 o 488 a. C., a su medio hermano Cleómenes I y se casó con Gorgo, la hija de este, con la cual tuvo a su hijo, su sucesor, el rey Plistarco. Al tener dos hermanos mayores, Cleómenes y Dorieo, no se esperaba que pudiera llegar a reinar, pero Cleómenes falleció sin descendencia masculina, y tampoco Dorieo, que murió probablemente poco antes que Cleómenes en Sicilia luchando contra los cartagineses.
Heródoto, para realzar la figura de Leónidas, entronca su linaje con los Heraclidas: «ἐὼν γένος Ἡρακλεῖδης», y la explícita de forma patrilineal hasta Heracles: «Leónidas, hijo de Anaxandridas, nieto de León y descendiente de Euricrátidas, Anaxandro, Eurícrates, Polidoro, Alcámenes, Téleclo, Arquelao, Agesilao, Doriso, Leobotes, Equestrato, Agis, Eurístenes, Aristodemo, Aristómaco, Cleodeo, Hilo y Heracles».
En los años 490 a. C., el rey aqueménida Jerjes I preparó la invasión de la Grecia continental. Se hallaba en su corte el rey espartano exiliado Demarato. Según Heródoto, previno a sus conciudadanos de un ataque inminente mediante un mensaje secreto, lo que movió a Esparta a pedir consejo al Oráculo de Delfos. Conforme a la tradición, Apolo proporcionó en versos hexámetros una respuesta ambigua:

Mirad, habitantes de la extensa Esparta,

o bien vuestra poderosa y eximia ciudad es arrasada por los descendientes de Perseo,

o no lo es; pero en ese caso,

la tierra de Lacedemón llorará la muerte de un rey de la estirpe de Heracles
 Pues al invasor no lo detendrá la fuerza de los toros
 o de los leones, ya que posee la fuerza de Zeus. Proclamo
 en fin, que no se detendrá hasta haber devorado a una
 u otro hasta los huesos.Lacedemón (mitología)

En otras palabras, o bien Esparta perdería a su rey durante la batalla, o bien sería conquistada. Ningún rey espartano había jamás muerto en la guerra. El mensaje fue muy descorazonador para la polis laconia.  La alusión a los leones hace referencia a Leónidas, anunciando su muerte o la desaparición de Esparta, porque Jerjes contaba entre sus filas a Demarato, el depuesto rey espartano. Los sacerdotes de Delfos habrían supuesto que los persas devolverían el trono a Demarato después de la victoria. Según Carlos Schrader, «es posible que el oráculo se gestase post eventum, ya que en las últimas palabras del mismo puede haber una referencia a la mutilación del cadáver de Leónidas, que tuvo lugar tras la batalla.»
Esparta decidió entonces enviar dos heraldos elegidos entre la aristocracia para presentarse ante Jerjes. Según Heródoto, se trataba de aplacar la «cólera de Taltibio», el legendario heraldo de la Ilíada, que se abatió sobre Esparta después de que la ciudad matara al heraldo enviado por Darío en 492 a. C.  Más prosaicamente, se trataba de buscar una salida diplomática a la crisis. Jerjes se negó a pactar y ni siquiera se molestó en reclamar «la tierra y el agua», símbolos de la soberanía aqueménida.
En el otoño de 481 a. C., la alianza que la historiografía griega llama la «Liga helénica» se reunió en el istmo de Corinto y su dirección recayó en Esparta.  La ciudad laconia decidió enviar una fuerza armada bajo el mando del diarca Leónidas para defender el desfiladero de las Termópilas, a fin de retener a los persas y dar el tiempo suficiente a la flota griega de replegarse más allá del estrecho que forma la isla de Eubea con la costa de la Grecia central. En el relato herodoteo de la expedición, las tropas griegas enviadas al paso de las Termópilas sumaban en total 6000 soldados: 300 hoplitas espartiatas, 1000 tegeatas y mantineos, 600 orcomenios, 400 corintios, 200 de Fliunte, 80 micenios, 700 tespios y 400 tebanos leales. Frente a ellas se encontraban 1,7 millones de persas. si se considera que Heródoto se equivoca en el cálculo de peloponesios presentes, al mencionar 3100 hombres, dado que también cita una inscripción que indica 4000 soldados. Vuelve a aparecer la misma cifra en otro pasaje de su obra como el número de muertos de las Termópilas. En cuanto a los griegos, otras fuentes informan que el contingente lacedemonio constaba también de 900 o 1000 periecos, sin olvidar a los sirvientes hilotas. Respecto a los persas, se ha supuesto que Heródoto confundió los términos «quiliarquía» (1000) y «miriarquía» (10.000), al evaluar las fuerzas diez veces más numerosas de lo que eran. Por lo tanto, las fuerzas persas presentes en la batalla de las Termópilas serían 210.000 hombres y 75.000 animales.
Sin embargo, el equilibrio de fuerzas era claramente favorable a los persas. Según los espartanos, los griegos que solicitaron su ayuda les dijeron que ellos constituían las avanzadillas del grueso del ejército y que «era inminente la llegada cualquier día del resto de los aliados»; después de que terminaran las fiestas Carneas y los Juegos Olímpicos.«Además, las escuadras navales atenienses y eginetas montaban guardia en el mar». Para Leónidas era claramente una misión suicida: escogió entre los 300 hoplitas, que constituían su guardia personal, a aquellos ciudadanos que tenían descendencia masculina. Por consiguiente, no eran únicamente hippeis, cuerpo de élite compuesto por los diez primeros grupos de edad movilizados, sino de una mezcla de hippeis y de soldados ordinarios.
Después de haber tomado posiciones en las Termópilas, los griegos repelieron con éxito varios ataques persas: situados en el lugar más estrecho del desfiladero, luchaban en filas apretadas y estaban bien protegidos por sus grandes escudos. Transcurridos unos días, los griegos fueron traicionados por un tal Efialtes de Tesalia: Leónidas se encontró rodeado por las tropas del sátrapa Hidarnes. Heródoto refiere que para algunos, los griegos no consiguieron llegar a un acuerdo sobre la actitud a tomar: algunos abandonaron su puesto para volver a sus ciudades respectivas, mientras que el monarca espartano decidió quedarse. Según Heródoto, Leónidas reexpidió la mayor parte de sus tropas para salvar sus vidas, pero juzgó inapropiado para un espartano abandonar su posición. El oráculo emitido por la Pitia reforzó su determinación. Mantuvo con él a los lacedemonios, los tebanos y tespios voluntarios.
La descripción del final de la batalla varía según las fuentes. Para Heródoto, Leónidas y sus hombres se situaron en la parte más ancha del desfiladero y lucharon hasta el último hombre: «los griegos se batieron en retirada hacia la zona más estrecha del paso y, después de rebasar el muro [focense], fueron a apostarse en la colina, excepto los tebanos» Diodoro Sículo y Justino epitomando a Pompeyo Trogo, mencionan un ataque nocturno contra el campamento persa: los griegos sembraron el desorden en las tropas enemigas, masacraron grandes cantidades antes de caer, rodeados, bajo las flechas y jabalinas persas. Relato muy probablemente fantasioso, puesto que el campamento de Jerjes distaba del de los griegos cerca de 8 kilómetros. Las historiadoras Christien y Ruzé plantean la cuestión de por qué Leónidas se quedó únicamente con los trescientos espartiatas, los hilotas, los tespios y los rehenes tebanos en esta fase decisiva de la batalla, y mandó al resto de los efectivos griegos a sus casas, abocando a una muerte segura a los que permanecían con él. Elucubran que Heródoto insiste en la ideología espartana de la bravura y de la gloria, al remitir sobre este aspecto al epitafio de los muertos espartiatas en VII.228.
El monarca aqueménida recorrió el escenario de la batalla, paseó entre los cadáveres y mandó que a Leónidas le cortasen la cabeza y que la clavasen en un palo. Heródoto dice que «Léonidas, mientras aún vivía, fue la persona con quien más se irritó el rey Jerjes» y continúa diciendo «que de lo contrario jamás hubiese ordenado ultrajar su cadáver de esa manera, ya que los persas son, que yo sepa, las personas que más suelen honrar a los soldados valerosos».
En 440 a. C., el cuerpo de Leónidas fue trasladado a Esparta, donde se le consagró un magnífico mausoleo. Sobre su tumba se erigió una estela, que siglos después pudo ver Pausanias y en la que figuraban los nombres de los trescientos espartiatas que murieron.
Hoy su mausoleo se encuentra en abandono.
Las fiestas Leonidas fueron instituidas en su honor. Asimismo fue objeto de un culto heroico.

## Epitafios y monumentos
Ὦ ξεῖν’, ἀγγέλλειν Λακεδαιμονίοις ὅτι τῇδε
κείμεθα, τοῖς κείνων ῥήμασι πειθόμενοι
Caminante, informa a los lacedemonios que aquí yacemos
 por haber obedecido sus mandatos.
Lápida conmemorativa escrita por el poeta Simónides de Ceos

Cicerón tradujo este epigrama al latín:

Dic, hospes, Spartae nos te hic vidise iacentes, dum sanctis patriae legibus obsequimur. Cicerón, Tusculanas, I.42, 101

En la colina donde se replegaron los griegos en la fase final de la batalla, fue erigido un león de mármol en honor de Leónidas, que no se ha conservado. Sobre su emplazamiento, cf. Spyridon Marinatos, en American Journal of Archaeology núm. 43, 1939, pp. 699-700.
Para una relación más detallada de los epitafios y monumentos, véase Monumentos de las Termópilas.

## Posteridad

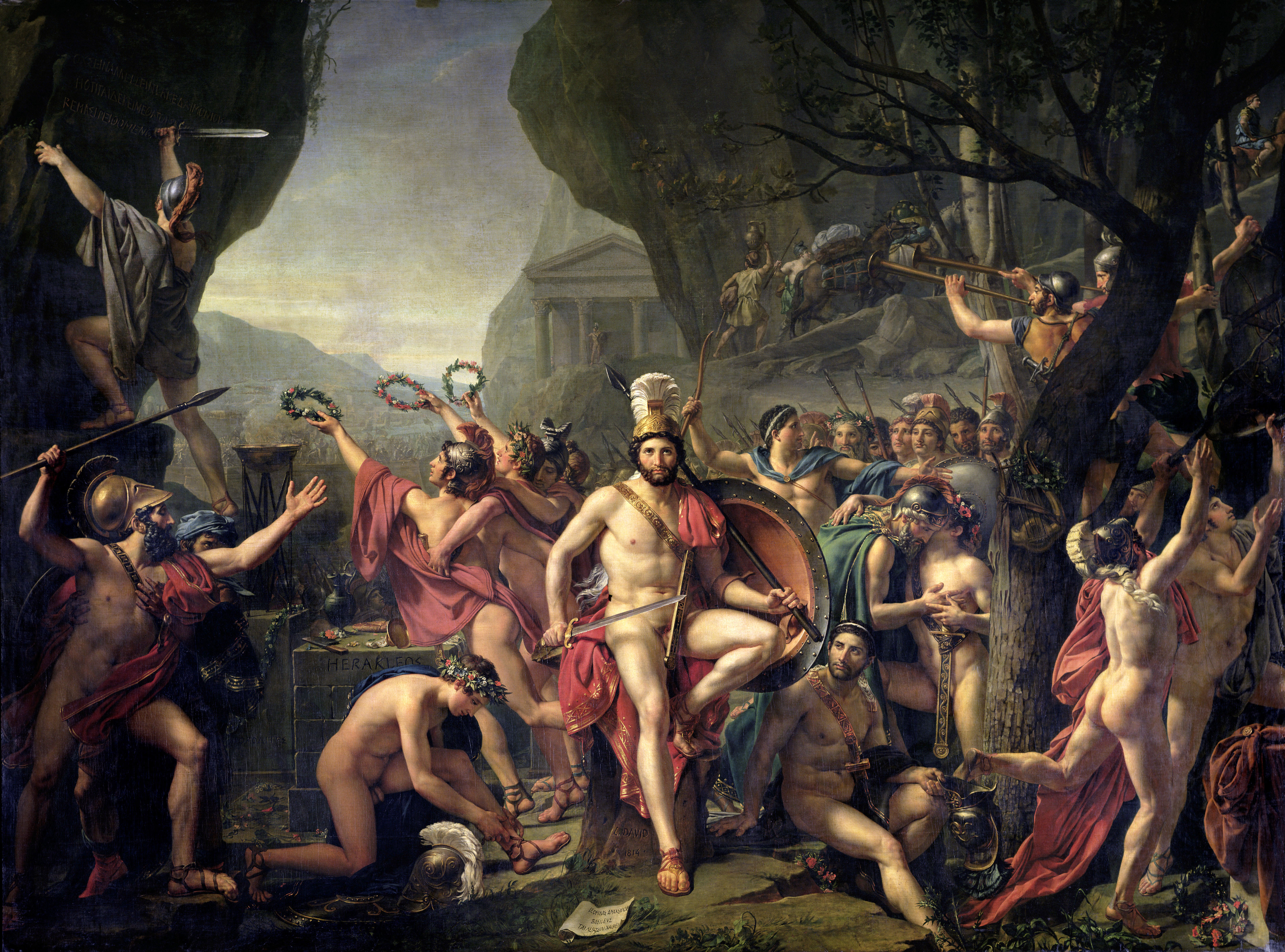
Leónidas en las Termópilas, por Jacques-Louis David (1814), Museo del Louvre, París.

Junto a Otríadas, héroe de la batalla de los Campeones, Leónidas es uno de los espartanos más citados por las fuentes antiguas, sobre todo por los epigramatistas de la Antología Palatina. A comienzos de la era cristiana, Orígenes comparó su sacrificio y el de Sócrates con la muerte de Cristo.
En Edad Moderna, Leónidas fue considerado una figura heroica, glorificada por su lucha por la libertad. François Fénelon lo refleja como el monarca perfecto en su Dialogues des morts (Diálogos de los muertos). Inspiró a Jacques-Louis David, en 1814, su cuadro Léonidas aux Thermopyles. El pintor escribió: «quiero pintar un general y sus soldados preparándose para el combate como verdaderos lacedemonios, sabiendo que no tienen escapatoria. (…) Quiero caracterizar ese sentimiento profundo, grande y religioso que inspira el amor a la patria».
Algunos años más tarde, Leónidas se convirtió en el emblema del filohelenismo. El sitio de Mesolongi, durante la guerra de Independencia de Grecia, fue comparado con una nueva batalla de las Termópilas. El diario francés Le Constitutionnel clamaba que «todos están muertos como Leónidas», mientras que el Journal des débats señalaba que «los helenos son los dignos descendientes de Leónidas».

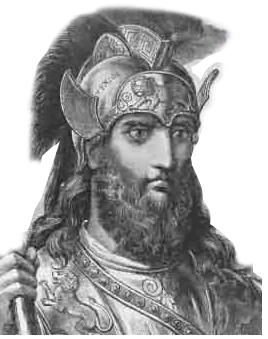
Ilustración del héroe espartano.

## Filmografía
Las Termópilas y Leónidas fueron objeto de una ilustración cinematográfica, una versión libre, entre canto épico e historieta animada, la película 300 (2007) dirigida por Zack Snyder. Gerard Butler interpretó al rey Leónidas. Está basada en la novela gráfica del mismo nombre de Frank Miller, a su vez adaptación de la película The 300 Spartans (El león de Esparta), realizada en 1962 por Rudolph Maté.
Richard Egan interpretó al rey espartano.